# میرزا جوادآقا تهرانی
میرزا جواد حاجی ترخانی(زادهٔ ۱۲۸۳، تهران - درگذشتهٔ ۲ آبان ۱۳۶۸، مشهد) مشهور به میرزا جواد آقا تهرانی از عرفا و فقهای شیعه اهل ایران بود. در سال ۱۳۵۸ وی نماینده مجلس خبرگان قانون اساسی از استان خراسان بود. وی را در عین نظر انتقادی‌اش از عرفان مصطلح، شخصی معنوی می‌دانند و معروف به معلم اخلاق بوده است. او رابطه خوبی با سید روح‌الله خمینی داشت.

## ضدیت با عرفان مصطلح
وی مانند دیگر علمای مکتب تفکیک منتقد عرفان اسلامی مصطلح بود و با اینکه از جهت سیاسی همسو با انقلاب بود اما از جهت فکری و عقیدتی ضد عرفان و تصوف بود و از این جهت با سید روح‌الله خمینی مخالف بود و باعث شد تا در پی پیامی که برای او فرستاد خواست تا تفسیر عرفانی سوره حمدش را که از تلویزیون پخش می‌شد، تعطیل کند روح‌الله خمینی هم خواسته اش را پذیرفت و تفسیرش را با وجود مخاطبین فراوانی که داشت، تعطیل کرد.

## تحصیلات
میرزا جوادآقا تهرانی، پس از گذراندن مقدمات و بخشی از سطوح در حوزهٔ علمیهٔ قم، رهسپار نجف اشرف گردید. وی در مدت اقامت دو سالهٔ خود در نجف، از محضر استادانی چون مرتضی طالقانی، بهره برد. همچنین در تهران شرح منظومه را نزد محمدتقی آملی فراگرفت. وی پس از بازگشت به ایران، به مشهد رفته و پس از اتمام دروس سطح از محضر هاشم قزوینی، جهت ادامه تحصیل در خارج فقه و اصول و آشنایی با نظرات نائینی، به درس خارج میرزا مهدی اصفهانی حاضر شد و در جرگهٔ شاگردان وی قرار گرفت (همدرس حسنعلی مروارید بوده). میرزا جوادآقا از لحاظ مشی علمی و سلوک معنوی بسیار تحت تأثیر استاد بود. تا جایی که به تعبیر محمدرضا حکیمی به یکی از ارکان مکتب تفکیک مبدل شد. خامنه‌ای در این خصوص می‌نویسد:

«بیشتر تحصیلات ایشان در مشهد و در حوزه درس مرحوم حاج میرزا مهدی اصفهانی (متوفی در ۱۳۶۵ ه‍.ق) انجام گرفت و علاوه بر جنبه فقاهت در مباحث کلامی و ضد فلسفی نیز به درس نامبرده رفته و افکار ایشان را پذیرفتند.»

ایشان پس از طی مدارج علمی به تدریس خارج فقه و تفسیر قرآن در مدرسهٔ میرزا جعفر مشهد پرداخت. میرزا جواد آقا بسیار ساده زیست بود و همیشه عمامه‌ای کوچک می‌بست و می‌فرمود:
«برای کسوت روحانی من همین بسنده است و اگر خلاف عرف نبود، همین را هم نمی‌بستم»

## حضور در جنگ ایران و عراق
وی با وجود کهولت سن و در سال‌های آخر زندگی با همان قد خمیده، سه بار به جبهه‌های جنگ رفت و به رزمندگان پیوست. خامنه‌ای در این خصوص می‌نویسد:

«در سال‌های جنگ تحمیلی مکرر لباس رزم پوشید و با وجود کهولت سن در صحنهٔ نبرد پیشوا و همام جوانان مجاهد فی سبیل الله شد.»

## رسیدگی به محرومان
همچنین وی از رسیدگی به بینوایان غافل نبود و اولین مرکز خیریه درمانی با اشاره و مساعدت ایشان در مشهد تأسیس شد. همچنین اولین صندوق قرض الحسنهٔ ایران در سال ۱۳۴۲ در مشهد و به همت ایشان راه اندازی شد. خامنه‌ای در این باره گفت:

«آن عالم بزرگوار و پارسا حقاً از زمرهٔ انسان‌های والا و برجسته‌ای بود که عمر خود را در بندگی خدا و خدمت به خلق و مجاهدت در راه دین گذرانید و با بیان و قلم و قدم در طریق جلب رضای الهی گام برداشت. سالیان دراز حوزه علمیه مشهد را با درس فقه و تفسیر و عقاید رونق بخشید و طلاب و فضلای زیادی را مستفیض گردانید.»

## درگذشت
میرزا جوادآقا بر اثر بیماری کبد در سحرگاه سه‌شنبه، ۲ آبان ۱۳۶۸ درگذشت و بنا بر وصیت خود در بهشت رضا مشهد و با سنگ قبری بدون نام و نشانه به خاک سپرده شد.

## شاگردان
افرادی که دوره ای شاگرد وی بوده‌اند: سید علی خامنه ای، مصطفی اشرفی شاهرودی، صالحی مازندانی، علی اصغر معصومی، سید مهدی عبادی، محمد واله، مسلم حائری، عبدالجواد غرویان، مهدی مروارید، علی اکبر الهی خراسانی

## تألیف
از جمله آثار مشهور:
- بهایی چه می‌گوید؟ (در رد فرقه بهائیت)
- عارف و صوفی چه می‌گویند؟ (در بیان مبادی و اصول تصوف و عرفان مصطلح و رد آن)
- میزان المطالب (در بیان اعتقادات شیعه و هم چنین نقد بعضی از نظرات فلاسفه)
- فلسفه بشری و اسلامی (در نقد ماتریالیسم و کمونیسم)
- بحثی پیرامون اسلام (در نقد احمد کسروی)
- آیین زندگی و درس‌هایی از اخلاق اسلامی